# Estela de Nícer

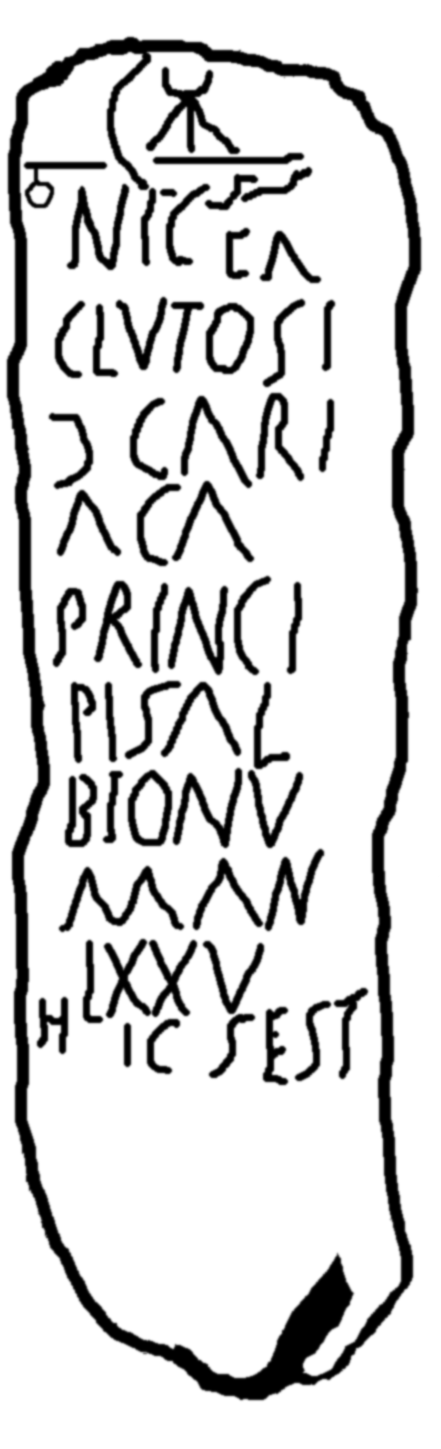
Estela de Nícer

La estela de Nícer es una estela funeraria de probable datación altoimperial, entre los siglos I-II d. C. El hallazgo lo hizo Arturo Barcia García, en 1933 cuando tenía 12 años, en La Pedreira, lugar de La Corredoira, parroquia de Piantón, en el concejo de Vegadeo (Asturias). El epitafio pertenece a Nícer, hijo de Clutoso, quien (el padre) fue del castro de Caraca y "príncipe" de los Albiones, tribu galaica que se situaba en el territorio limitado por los ríos Eo y Navia. 
Su primer y principal estudio, con un buen dibujo, se debió a Antonio García y Bellido en 1943. Hoy día está expuesta en el Museo Arqueológico de Asturias, en Oviedo. En noviembre de 2015 fue "pieza del mes" del blog "Castros de Asturias", con motivo de su exhibición en una exposición temporal, combinando el dibujo de García Bellido con una foto actual.

## Descripción

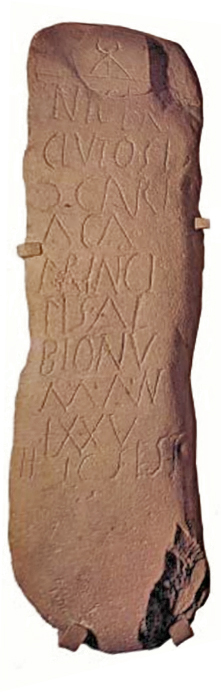
Estela de Nícer (Asturias).

La estela mide 1.15/1.10 x 0,32 x 0,08 m. La preside un símbolo formado por un semicírculo sostenido por tres pies, de probable raigambre céltica y similar a otros presentes en zonas europeas y minorasiáticas, pero sobre todo en varias estelas oikomorfas de Poza de la Sal (Burgos). Por debajo de una línea que separa el citado símbolo del resto, y a la izquierda, tiene grabado un círculo solar radiante, y probablemente llevaría el de la luna en la zona de la derecha, fragmentada y pegada después, por lo que no se ve tan claramente.
La inscripción, en diez líneas y muy clara en general, dice:
NICER / CLVTOSI / Ɔ  CARI/ACA PRINCI/PIS · AL/BIONV/M · AN / LXXV /HIC S EST
- Desarrollo: Nicer / Clutosi (filius) / Ɔ (castello) Cari/aca / princi/pis Al/bionu/m an(norum) / LXXV / hic s(itus) est.

- Traducción: "Aquí yace Nícer, (hijo) de Clutoso, del castro de Cariaca y príncipe de los Albiones, de 75 años".

Aparte de otras razones epigráficas, lo improbable de la existencia todavía en época tardía de un título como "príncipe de los Albiones" hace más verosímil su datación más temprana.